# 墨西拿海峽大橋

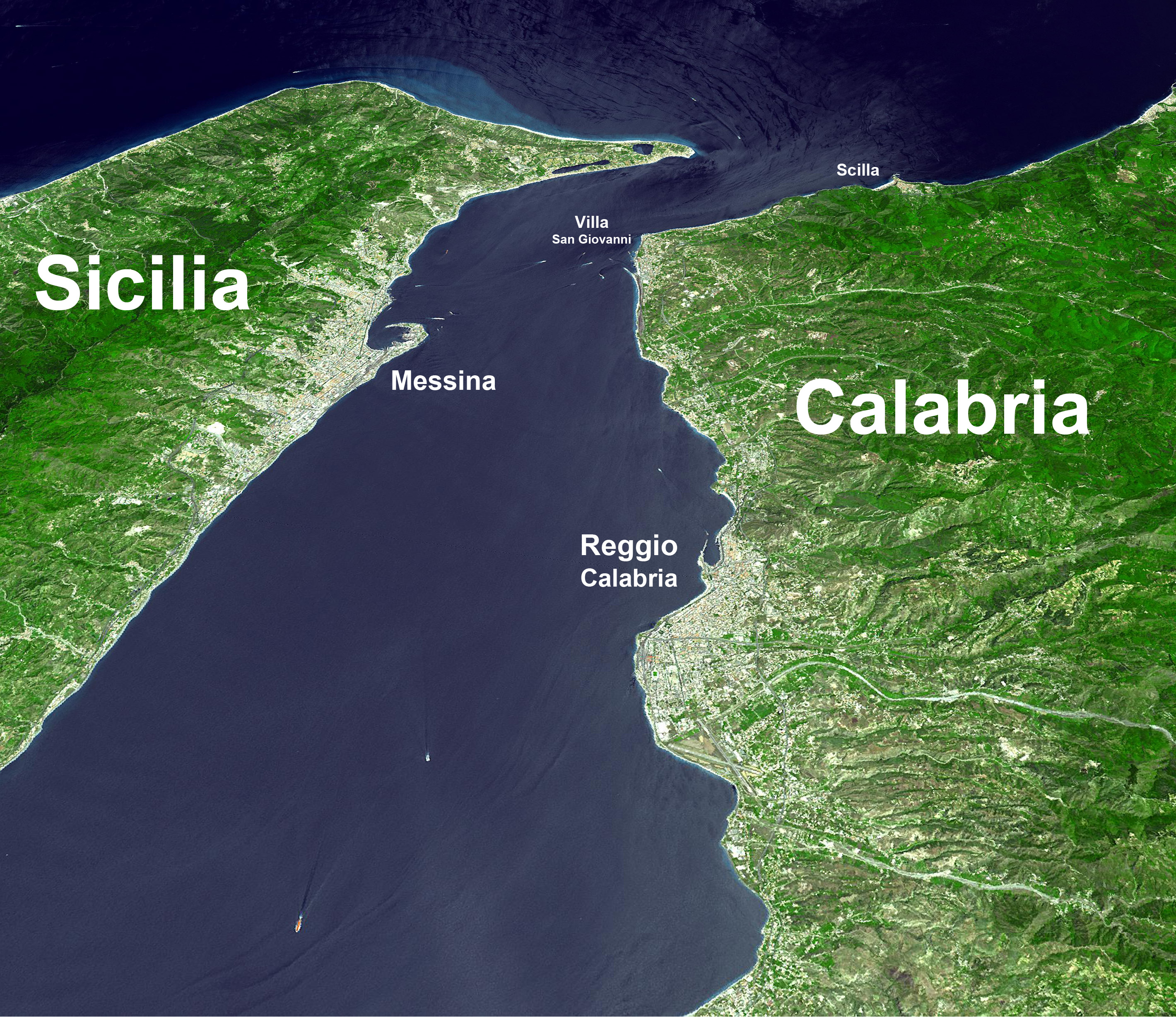
墨西拿海峽的衛星照片，2002年6月，NASA

墨西拿大橋（義大利語：Ponte sullo stretto di Messina）是一個預計建造的懸索橋，橫跨西西里島東端和意大利半島的南端之間的墨西拿海峽。

## 概述
2009年3月6日，西爾維奧·貝魯斯柯尼政府宣布作為大規模新公共工程計劃的一部分，将會繼續墨西拿大橋的建設，承诺为这座桥的总成本(估计为61亿欧元)贡献13亿欧元。 建成後的墨西拿海峽大橋將以最短距離連接西西里島和亞平寧半島上的卡拉布里亞區，該橋主要跨度為3300公尺，將是世界上最長的懸索橋，幾乎是日本明石海峽大橋主要跨度的兩倍。